# Tour of Qatar 2006
Il Tour of Qatar 2006, quinta edizione della corsa, si svolse dal 30 gennaio al 3 febbraio su un percorso di 821 km ripartiti in 5 tappe. Fu vinto dal belga Tom Boonen della Quick Step-Innergetic davanti al tedesco Erik Zabel e allo svizzero Aurélien Clerc. Oltre alla classifica generale, Boonen si aggiudicò anche quattro delle cinque frazioni della gara.

## Tappe
| Tappa  | Data       | Percorso                             | km    | Vincitore di tappa | Leader cl. generale |
| ------ | ---------- | ------------------------------------ | ----- | ------------------ | ------------------- |
| 1ª     | 30 gennaio | Khalifa > Al Khor Corniche           | 131,5 | Tom Boonen         | Tom Boonen          |
| 2ª     | 31 gennaio | Camel Race Track > Al Khor Corniche  | 138   | Tom Boonen         | Tom Boonen          |
| 3ª     | 1 febbraio | Sealine Beach Resort > Khalifa       | 160   | Tom Boonen         | Tom Boonen          |
| 4ª     | 2 febbraio | Al Zubarah > Qatar Olympic Committee | 144   | Bernhard Eisel     | Tom Boonen          |
| 5ª     | 3 febbraio | Al Thakhira > Doha                   | 151,5 | Tom Boonen         | Tom Boonen          |
| Totale | Totale     | Totale                               | 821   |                    |                     |

## Dettagli delle tappe

### 1ª tappa
- 30 gennaio: Khalifa > Al Khor Corniche – 131,5 km

| Pos. | Corridore     | Squadra     | Tempo    |
| ---- | ------------- | ----------- | -------- |
| 1    | Tom Boonen    | Quick Step  | 2h56'34" |
| 2    | Erik Zabel    | Team Milram | s.t.     |
| 3    | Robert Hunter | Phonak      | s.t.     |

| Pos. | Corridore  | Squadra    | Tempo |
| ---- | ---------- | ---------- | ----- |
| 1    | Tom Boonen | Quick Step |       |

### 2ª tappa
- 31 gennaio: Camel Race Track > Al Khor Corniche – 138 km

| Pos. | Corridore     | Squadra     | Tempo    |
| ---- | ------------- | ----------- | -------- |
| 1    | Tom Boonen    | Quick Step  | 3h31'06" |
| 2    | Paride Grillo | Panaria     | s.t.     |
| 3    | Erik Zabel    | Team Milram | s.t.     |

| Pos. | Corridore  | Squadra    | Tempo |
| ---- | ---------- | ---------- | ----- |
| 1    | Tom Boonen | Quick Step |       |

### 3ª tappa
- 1 febbraio: Sealine Beach Resort > Khalifa – 160 km

| Pos. | Corridore      | Squadra     | Tempo    |
| ---- | -------------- | ----------- | -------- |
| 1    | Tom Boonen     | Quick Step  | 3h34'50" |
| 2    | Erik Zabel     | Team Milram | s.t.     |
| 3    | Matti Breschel | Team CSC    | s.t.     |

| Pos. | Corridore  | Squadra    | Tempo |
| ---- | ---------- | ---------- | ----- |
| 1    | Tom Boonen | Quick Step |       |

### 4ª tappa
- 2 febbraio: Al Zubarah > Qatar Olympic Committee – 144 km

| Pos. | Corridore      | Squadra     | Tempo    |
| ---- | -------------- | ----------- | -------- |
| 1    | Bernhard Eisel | FDJ         | 3h23'46" |
| 2    | Erik Zabel     | Team Milram | s.t.     |
| 3    | Tom Boonen     | Quick Step  | s.t.     |

| Pos. | Corridore  | Squadra    | Tempo |
| ---- | ---------- | ---------- | ----- |
| 1    | Tom Boonen | Quick Step |       |

### 5ª tappa
- 3 febbraio: Al Thakhira > Doha – 151,5 km

| Pos. | Corridore      | Squadra     | Tempo    |
| ---- | -------------- | ----------- | -------- |
| 1    | Tom Boonen     | Quick Step  | 3h36'48" |
| 2    | Erik Zabel     | Team Milram | s.t.     |
| 3    | Fabrizio Guidi | Phonak      | s.t.     |

| Pos. | Corridore      | Squadra     | Tempo     |
| ---- | -------------- | ----------- | --------- |
| 1    | Tom Boonen     | Quick Step  | 17h02'20" |
| 2    | Erik Zabel     | Team Milram | a 11"     |
| 3    | Aurélien Clerc | Phonak      | a 30"     |

## Classifiche finali

### Classifica generale
| Pos. | Corridore        | Squadra                | Tempo     |
| ---- | ---------------- | ---------------------- | --------- |
| 1    | Tom Boonen       | Quick Step-Innergetic  | 17h02'20" |
| 2    | Erik Zabel       | Team Milram            | a 11"     |
| 3    | Aurélien Clerc   | Phonak Hearing Systems | a 30"     |
| 4    | Robert Hunter    | Phonak Hearing Systems | a 40"     |
| 5    | Fabrizio Guidi   | Phonak Hearing Systems | s.t.      |
| 6    | Matti Breschel   | Team CSC               | a 41"     |
| 7    | Steven de Jongh  | Quick Step-Innergetic  | s.t.      |
| 8    | Nicolas Jalabert | Phonak Hearing Systems | a 43"     |
| 9    | Nic Ingels       | Davitamon-Lotto        | a 44"     |
| 10   | Aart Vierhouten  | Skil-Shimano           | s.t.      |